# Le Theil-Nolent
Theil-Nolent – miejscowość i gmina we Francji, w regionie Normandia, w departamencie Eure.
Według danych na rok 1990 gminę zamieszkiwały 173 osoby, a gęstość zaludnienia wynosiła 42 osoby/km² (wśród 1421 gmin Górnej Normandii Theil-Nolent plasuje się na 728. miejscu pod względem liczby ludności, natomiast pod względem powierzchni na miejscu 760.).